# Leigh Broxham
Leigh Broxham, né le 13 janvier 1988 à Melbourne en Australie, est un footballeur international australien, qui évolue au poste de milieu défensif. 
Il compte une seule sélection en équipe nationale en 2008.

## Biographie

### Carrière de joueur
Leigh Broxham dispute 19 matchs en Ligue des champions de l'AFC, pour deux buts inscrits.

### Carrière internationale
Leigh Broxham compte une seule sélection avec l'équipe d'Australie, obtenue lors de l'année 2008. 
Il est convoqué pour la première fois et dernière fois par le sélectionneur national Pim Verbeek pour un match amical contre Singapour le 22 mars 2008 (0-0).

## Palmarès
- Avec le Melbourne Victory
  - Champion d'Australie en 2007, 2009, 2015 et 2018[3]